# 飞行优异十字勋章
飞行优异十字勋章（英語：Distinguished Flying Cross），或譯傑出飛行十字勳章，是一项美军跨军种通用勋奖，授予“于1918年11月11日之后，飞行任务时表现出英勇行为或有特殊功绩者。” 在此之前立功的人员也可被授予此奖，前提是他未因此功而被授予荣誉勋章、傑出服役十字勳章、海军十字勋章、空军十字勋章和优异服役勋章。

## 历史
飞行优异十字勋章由1926年7月2日通过的美国国会法案及1938年1月8日签署的7786号总统令确立颁行。该勋章的第一位得主是美國陸軍航空隊的赫伯特·达阿格少將（Herbert Dargue），而非一般所认为的查爾斯·林白。飞行优异十字勋章第一次授予海军是在1926年5月9日授予海军航空隊，用以表彰其飞越北极点。他们同时被授予荣誉勋章。
该勋章著名的获得者包括亨利·阿諾德、吉米·杜立特（3次得獎）、柯蒂斯·勒邁、克萊爾·陳納德（2次得獎）、查尔斯·林德伯格、詹姆斯·史都華（2次得獎）、查克·葉格（3次得獎）、克拉克·蓋博、乔治·赫伯特·沃克·布什、约翰·麦凯恩、泰德·史蒂芬、约翰·格伦（6次得獎）及華錫鈞（1次得獎）等。获得该勋章的平民分別是：萊特兄弟、威利·波斯特、賈桂琳·科克倫、愛蜜莉亞·厄爾哈特、尤金·埃利等。
战时美军的盟军成员也可获得该勋章。它同样可以颁给飞行学校的符合条件的教练和学生。

金星章。

銀星章。

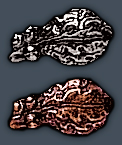
銀、銅橡葉章。

## 图案
飞行优异十字勋章图案由伊丽莎白·威尔及亚瑟·E·迪布瓦设计。其主体为铜质十字，十字缝隙中有放射线条。勋章正面十字上有突出的十字螺旋桨图案，同时放射线条组成一个方型。背面无图案但刻有获得者的名字及军衔级别。
二次以上获得该勋章的陸軍及空軍人员在佩戴时加銅質橡葉章装饰，5枚銅橡葉章折合1枚銀橡葉章；二次以上获得该勋章的海軍、海軍陸戰隊、海岸防衛隊人员加金星章（Award star）装饰，5枚金星章折合1枚銀星章（非銀星勳章）。

## 相关法律
根据美国相关法律，任何私自佩戴该勋章或伪造此勋章者将面临一年以下监禁和5000美元以下罚款。